# Stronzianite
La stronzianite è un minerale, un carbonato di stronzio con formula SrCO3, rombico bipiramidale appartenente al gruppo dell'aragonite.
Si presenta in cristalli prismatici aciculari, o in masse colonnari, di color bianco, grigio, giallo o verde. Ha durezza 3,5 nella scala Mohs e densità 3,7 g/cm³.
Si trova nei calcari e nelle marne e come minerale di ganga delle vene idrotermali.
È un minerale di stronzio raro. Importanti depositi di stronzianite si trovano in Spagna, Germania, Gran Bretagna, Messico e Stati Uniti.

## Storia
Fu scoperta nel 1790 a Strontian in Scozia. Nel 1807-1808 Humphry Davy vi isolò lo stronzio. Il nome deriva dal luogo di ritrovamento, in seguito il nome venne latinizzato in strontium facendo così chiamare il minerale anche "strontianite".

## Abito cristallino
Pseudoesagonale, massivo, granulare.

## Origine e giacitura
Nei sedimenti di calcare e di argilla o nei filoni idrotermali con temperatura bassa.

## Forma in cui si presenta in natura
In cristalli a forma di prisma striato, comunemente aciculari o in masse fascicolari e fibrose o in concrezioni o granuli.

## Utilizzi
Il minerale è utile per l'estrazione dello stronzio, elemento usato per i fuochi d'artificio, nella produzione di zucchero e nella fabbricazione di particolari vetri.

## Caratteristiche chimico-fisiche
- Peso molecolare: 147,63 grammomolecole[1]
- Fluorescenza: il minerale, se irradiato con raggi UV corti manifesta una fluorescenza bianca, ai raggi UV lunghi, una fluorescenza bianco-rossa[1]; la fluorescenza è anche blu[3], ai raggi ultravioletti risulta anche fosforescente[4]
- Solubile in: acidi diluiti con effervescenza[4]
- Effetti pirici: colora la fiamma in rosso vivo[4]
- Densità di elettroni: 3,48 g/cm³[1]
- Indici quantici[1]:
  - Fermioni: 0,04
  - Bosoni: 0,96
- indici di fotoelettricità[1]:
  - PE: 68,16 barn/ elettrone
  - ρ: 237,35 barn/cm³
- Indice di radioattività: GRapi:0 (il minerale non è radioattivo)[1]

## Luoghi di ritrovamento
- Europa: Leogang nella zona di Salisburgo; Brixlegg nel Tirolo;[4] Strontian (Scozia);[3]
  - Germania: Drensteinfurt, Aschenberg, Ahlen in Vestfalia; Harz, Bransdorf presso Freiberg in Sassonia; Oberschaffhausen nella Kaiserstuhl;[4]
  - Italia: Val di Fassa; Vedra, Endine, Besano,[4] Porto Ceresio (Lombardia);[3]; miniera di "Campegli", Castiglione Chiavarese (Genova) in Liguria.[5].
- America: New York, Pennsylvania, California negli Stati Uniti; Ontario, Columbia Britannica nel Canada;[4]
- Australia.[3]

## Usi
Minerale d’interesse scientifico e collezionistico.